# Gonta!
Gonta! est un manga dessiné par Katsutoshi Morita créé en 2005. Publiée en français aux éditions Taifu Comics, l'aventure s'étale sur 5 volumes.

## Histoire
Umeboshi Kinya ne vit que dans le seul but de se battre et de devenir le plus fort. Mais depuis qu’il est devenu le roi de la baston, plus personne n’ose se mesurer à lui. Alors Kinya s’ennuie et déprime… Il reprend du poil de la bête en entendant parler d’un potentiel adversaire qu’il va se faire un plaisir d’aller provoquer ! Il atterrit dans une salle de boxe où ça ne se passe pas vraiment comme il l’aurait cru… Alors ? C’est qui le plus fort maintenant ?!!

## Tome 1
Pas facile d’être le Battle King. Il s’agit d’être le meilleur combattant de rue. Alors, gloire et postérité s’offrent à vous. Enfin, dans le cas de Kinya, c’est pas vraiment comme cela que ça s’est passé. À force de massacrer ses adversaires vers le chemin du titre, même dans des conditions défavorables, il se retrouve roi, avec couronne et tout, mais sans adversaire. Et quand la baston, c’est votre vie, la déprime guette. La rumeur d’un excellent combattant dans un club de boxe va mener Kinya à la découverte d’une discipline qui n’a rien à voir avec le combat de rue. Sa puissance et son talent naturel suffiront-ils à faire la différence ?